# Anwaltskanzlei
Als Anwaltskanzlei oder Rechtsanwaltskanzlei bezeichnet man die Büroräume und das Unternehmen oder den Betrieb eines Rechtsanwalts oder mehrerer Rechtsanwälte.

## Hintergründe
Im allgemeinen Sprachgebrauch wird die Bezeichnung Anwaltskanzlei sowohl für das Büro eines Einzelanwalts als auch für die Büros mittlerer oder größerer Sozietäten und für deren Zweigstellen gebraucht.
In der Anwaltskanzlei schafft der Anwalt alle personellen und organisatorischen Voraussetzungen zur Ausübung seines Berufs. Was diese im Einzelnen sind, wird von Kanzlei zu Kanzlei unterschiedlich gehandhabt. Gemeinsam ist allen Organisationsformen, dass der Rechtsanwalt für seine Mandanten über seine Kanzlei erreichbar ist und ihm bzw. den von ihm vertretenen Mandanten unter der Anschrift der Anwaltskanzlei Schriftstücke zugestellt werden können. In der Kanzlei wird er (im Regelfall) Besprechungen mit Mandanten durchführen und seine Akten bearbeiten.

### Organisationsformen
Auch in der Rechtsanwaltschaft sind moderne Arbeitsorganisationsformen verbreitet. Aufgrund arbeitsteiligen Verhaltens und durch moderne Kommunikationsmittel ist deshalb längst nicht mehr davon auszugehen, dass jeder Anwalt täglich in den Räumlichkeiten seiner Kanzlei erreichbar bzw. tätig ist.
Folgende Organisationsformen einer Anwaltskanzlei sind denkbar:
- Einzelanwalt
- Bürogemeinschaft (nur Organisationsgemeinschaft, in Österreich auch „Regiegemeinschaft“ genannt)
- Sozietät als Gesellschaft bürgerlichen Rechts
- Partnerschaftsgesellschaft, in Österreich bis 31. Dezember 2006 als Offene Erwerbsgesellschaft oder Kommanditerwerbsgesellschaft, auch unter der Bezeichnung „Partnerschaft“ (ab 1. Januar 2007 entspricht das in Österreich den Rechtsformen Offene Gesellschaft oder Kommanditgesellschaft)
- Partnerschaftsgesellschaft mit beschränkter Berufshaftung (PartGmbB) als eine Variante der Partnerschaftsgesellschaft
- Kapitalgesellschaft ((z. B. Anwalts-GmbH), in Deutschland relativ ungebräuchlich, in Österreich zunehmend anzutreffen)
- Internationale Kanzlei, z. B. in der Rechtsform einer Limited Liability Partnership (LLP) nach britischem/amerikanischem Recht.
- Anwaltsnetzwerke

### Kanzleigröße
Die Größe einer Kanzlei wird in der Regel nach der Anzahl ihrer dort tätigen Berufsträger bestimmt. Eine Bestimmung nach Umsatz ist in Deutschland faktisch kaum möglich, da nur Kapitalgesellschaften zur Veröffentlichung ihrer Umsätze gesetzlich verpflichtet sind. Diese Kanzleigröße wirkt sich jedoch nicht zwingend auf deren Umsatz oder die Arbeitsweise aus.
Die Bezeichnung „Großkanzlei“ ist eine übliche, aber nicht belegte Bezeichnung für Kanzleien mit hundert oder mehr Berufsträgern, die oft ein breites Spektrum an Rechtsdienstleistungen abdeckt und viele Mandaten betreut. Im Gegensatz hierzu sind sogenannte Boutique-Kanzleien (Begriff aus dem angloamerikanischen Rechtskreis entlehnt) auf ein oder wenige Rechtsgebiete spezialisiert, bestehen aus weniger Berufsträgern und haben teils auch einen sehr spezialisierten Mandantenstamm. Weder vom Statistischen Bundesamt noch von der Bundesrechtsanwaltskammer gibt es Erhebungen über die Anzahl und durchschnittliche Größe von Anwaltskanzleien.

## Situation in Deutschland
In Deutschland schreibt das sogenannte Fremdbesitzverbot (vgl. u. a. § 59e BRAO und Patentanwaltsordnung) den Ausschluss externer Beteiligungen an Anwaltskanzleien vor. Hierdurch sollen unabhängige Rechtsberatungen und -beistände gewährleistet und Interessenkonflikten durch Kapitalbeteiligungen Dritter vorgebeugt werden.
Justizminister Marco Buschmann (FDP) stieß 2023 eine Umfrage unter Anwälten zur möglichen Zulassung von Investoren in Anwaltenkanzleien an, bei der sich mehr als 70 Prozent der Teilnehmer der Bundesrechtsanwaltskammer (BRAK) gegen den Vorstoß aussprachen. Kritiker befürchten im Fall einer Legalisierung eine massive Schwächung der Beratungsqualität und eine nur noch eingeschränkte Durchsetzung von Rechten der Mandanten. Die Aufhebung des Fremdbesitzverbots wird dagegen zumeist mit dem erhöhten Finanzbedarfs durch die Entwicklung von Legal Tech und die Digitalisierung des Tagesgeschäfts begründet.
Das deutsche Fremdbesitzverbot ist europarechtlich zulässig und verstößt nicht gegen die Kapital- und Zahlungsverkehrsfreiheit zwischen den Mitgliedstaaten (Art. 63 AEUV). Entscheidungen des Bundesverfassungsgerichts und des EGMR bleiben abzuwarten.